# Lars Arvidson (friidrottare)
Lars Arvidson, född den 3 juni 1930 i Nora, död 29 maj 2019 i Hällefors, var en svensk friidrottare (diskuskastning). Han vann SM-guld i diskus 1953, 1955, 1957 och 1959. Han tävlade för först Örebro SK och därefter Hällefors AIF. Europamästare 5 år. Kapten i Svenska friidrottslandslaget. Lärare.